# Tibor Szanyi

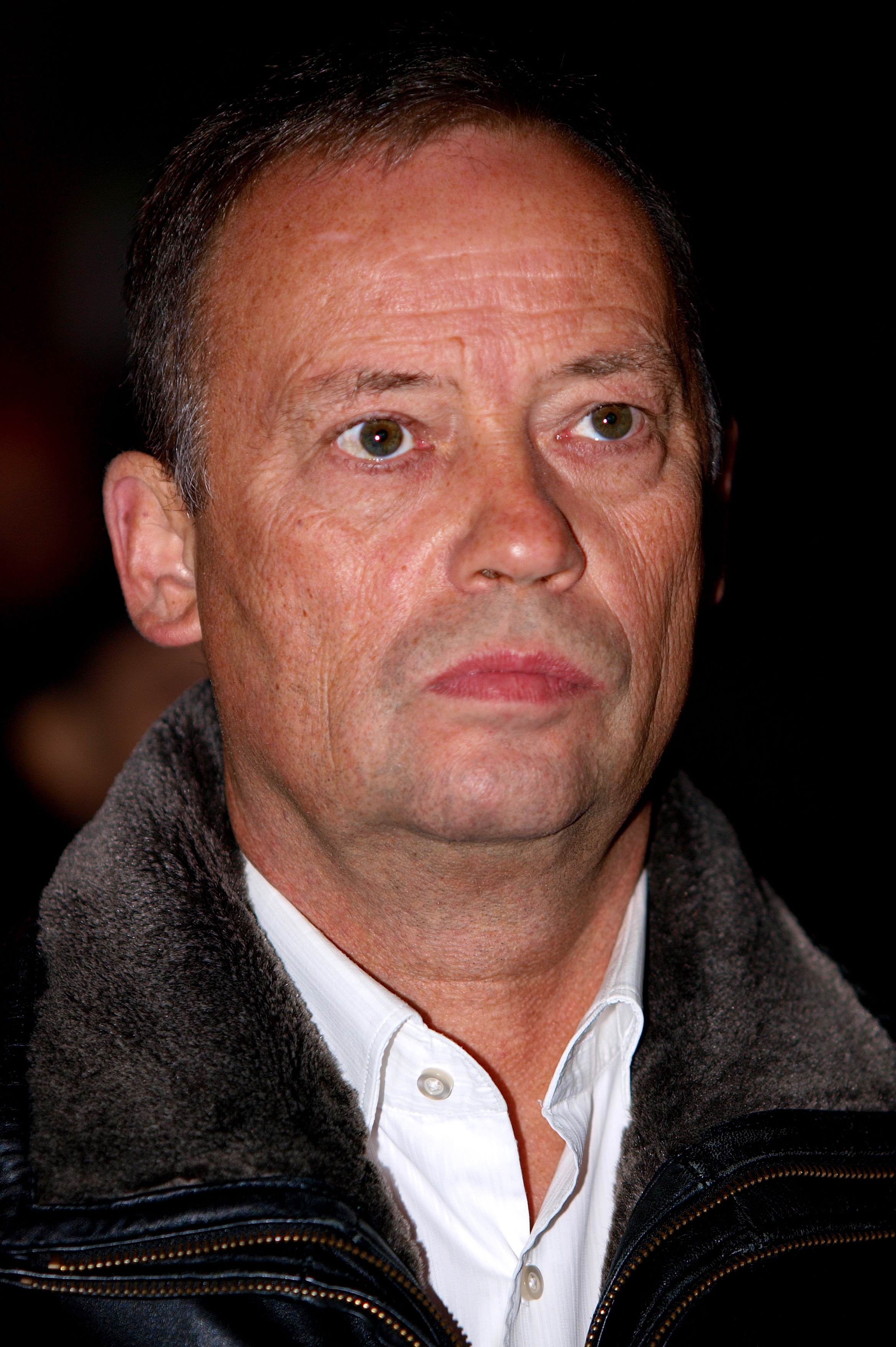
Tibor Szanyi

Tibor Szanyi (* 13. Juli 1956 in Budapest) ist ein ungarischer Politiker der Ungarischen Sozialistischen Partei. Seit 2014 ist er Abgeordneter im Europäischen Parlament. Dort ist er Stellvertretender Vorsitzender in der Delegation im Ausschuss für parlamentarische Kooperation EU-Ukraine und Mitglied im Ausschuss für Umweltfragen, öffentliche Gesundheit und Lebensmittelsicherheit.